# Liste honduranischer Schriftsteller
Die Liste honduranischer Schriftsteller gibt einen Überblick über die Schriftsteller von Honduras. Es besteht kein Anspruch auf Vollständigkeit.

## A
- Óscar Acosta (* 1933)
- Ramón Amaya Amador (1916–1966)

## B
- Eduardo Bähr (* 1940)

## C
- Víctor Cáceres Lara (1915–1993)
- Gustavo Campos (* 1984)
- Amanda Castro (* 1962)
- Augusto Constantino Coello Estévez (1884–1941)

## D
- Argentina Díaz Lozano (1912–1999)

## E
- Julio Escoto (* 1944)
- Javier Abril Espinoza (* 1967)

## G
- Lucila Gamero de Medina (1873–1964)
- Gonzalo Guardiola (1948)

## M
- Arturo Mejía Nieto (1901–1972)
- Juan Ramón Molina (1875–1908)
- Augusto Monterroso (1921–2003)

## O
- Leticia de Oyuela (1935–2008)

## P
- Rigoberto Paredes (* 1948)

## Q
- Roberto Quesada (* 1962)

## S
- Roberto Sosa (1930–2011)
- Clementina Suárez (1902–1991)

## T
- Froilán Turcios (1875–1943)

## U
- Helen Umaña (* 1948)

## V
- José Cecilio del Valle (1780–1834)
- Rafael Heliodoro Valle (1891–1959)